# Rudy Hachache
Rudy Hachache (ar. رودي حشاش ;ur. 27 września 1979) – libański judoka. Olimpijczyk z Pekinu 2008, gdzie zajął dziewiąte miejsce w wadze ciężkiej.
Uczestnik Pucharu Świata w 1996, 1999, 1999 i 2000. Brązowy medalista mistrzostw Azji w 2008. Wicemistrz igrzysk panarabskich w 1999. Brązowy medalista igrzysk Azji Zachodniej w 1997 roku.

## Letnie Igrzyska Olimpijskie 2008
| Konkurencja | Eliminacje            | Repasaże               | Repasaże             | Klas. końcowa |
| Konkurencja | Przeciwnik I          | Przeciwnik I           | Przeciwnik II        | Miejsce       |
| ----------- | --------------------- | ---------------------- | -------------------- | ------------- |
| +100 kg     | Oscar Braison (CUB) P | Carlos Zegarra (PER) Z | João Gabriel (BRA) P | 9.            |